# Meggyeskovácsi
Meggyeskovácsi község Vas vármegyében, a Sárvári járásban.

## Fekvése
A Rába völgyében, annak bal parti oldalán fekszik. Sokáig két különálló község volt, melyek közül Balozsameggyes fekszik délebbre, Rábakovácsi pedig jó 2-3 kilométerrel északabbra.
A szomszéd települések: észak felől Ikervár, kelet felől Bejcgyertyános, délkelet felől Egervölgy, dél felől Rum, nyugat felől Csempeszkopács, északnyugat felől pedig Pecöl és Megyehíd.

### Megközelítése
Mindkét településrészén végighúzódik, nagyjából dél-északi irányban a 8-as főút rábahídvégi szakaszától Sárvárig vezető 8701-es út, ez a legfontosabb közúti megközelítési útvonala. A nyugati szomszédságában fekvő településekkel a 8442-es út köti össze, határszélét délnyugaton, egy rövid szakaszon érinti még a 87-es főút is.
Vasútvonal nem érinti.

## Története
A község két szomszédos község, Balozsameggyes és Rábakovácsi egyesítéséből született 1970. július 1-jén, Balozsamegyes 1889-ben Balozsa és Megyes egyesítésével keletkezett, nevének Balozsameggyes alakját 1903-ban kapta.

## Közélete

### Polgármesterei
- 1990–1994: Zsoldos József (MDF)[3]
- 1994–1998: Dr. Gerencsér Antal (független)[4]
- 1998–2002: Dr. Gerencsér Antal (független)[5]
- 2002–2006: Tóth Tihamér (független)[6]
- 2006–2007: Dr. Gerencsér Antal (független)[7]
- 2007–2010: Kondora Tihamér (független)[8]
- 2010–2014: Kondora Tihamér (független)[9]
- 2014–2019: Kondora Tihamér (független)[10]
- 2019–2024: Kondora Tihamér (független)[11]
- 2024– : Kondora Tihamér (független)[1]

A településen 2007. október 7-én időközi polgármester-választást kellett tartani, az előző polgármester halála miatt.

## Népesség
A település népességének változása:
| Lakosok száma | 659  | 673  | 685  | 719  | 716  | 720  | 718  |
|               | 2013 | 2014 | 2015 | 2021 | 2022 | 2023 | 2024 |

A 2011-es népszámlálás során a lakosok 80,2%-a magyarnak, 1,2% németnek, 2% cigánynak mondta magát (19,8% nem nyilatkozott; a kettős identitások miatt a végösszeg nagyobb lehet 100%-nál). A vallási megoszlás a következő volt: római katolikus 57,7%, református 1,4%, evangélikus 1,2%, felekezet nélküli 4,8% (34,3% nem nyilatkozott).
2022-ben a lakosság 90,1%-a vallotta magát magyarnak, 1,7% németnek, 1,4% cigánynak, 0,3% ukránnak, 0,1% szlovénnek, 2,1% egyéb, nem hazai nemzetiségűnek (8,8% nem nyilatkozott; a kettős identitások miatt a végösszeg nagyobb lehet 100%-nál). Vallásuk szerint 49,3% volt római katolikus, 2% református, 1,8% evangélikus, 2,2% egyéb keresztény, 2% egyéb katolikus, 9,1% felekezeten kívüli (33,1% nem válaszolt).

## Nevezetességei
- Bejczy-kastély
- Batthyány-Arz kastély

## Ismert személyek
- Balozsameggyesen született Pavlics Ferenc (1928–2024), az 1971-ben a Hold felszínét kutató első holdjáró jármű (Lunar Rover) tervezője.

## Képgaléria

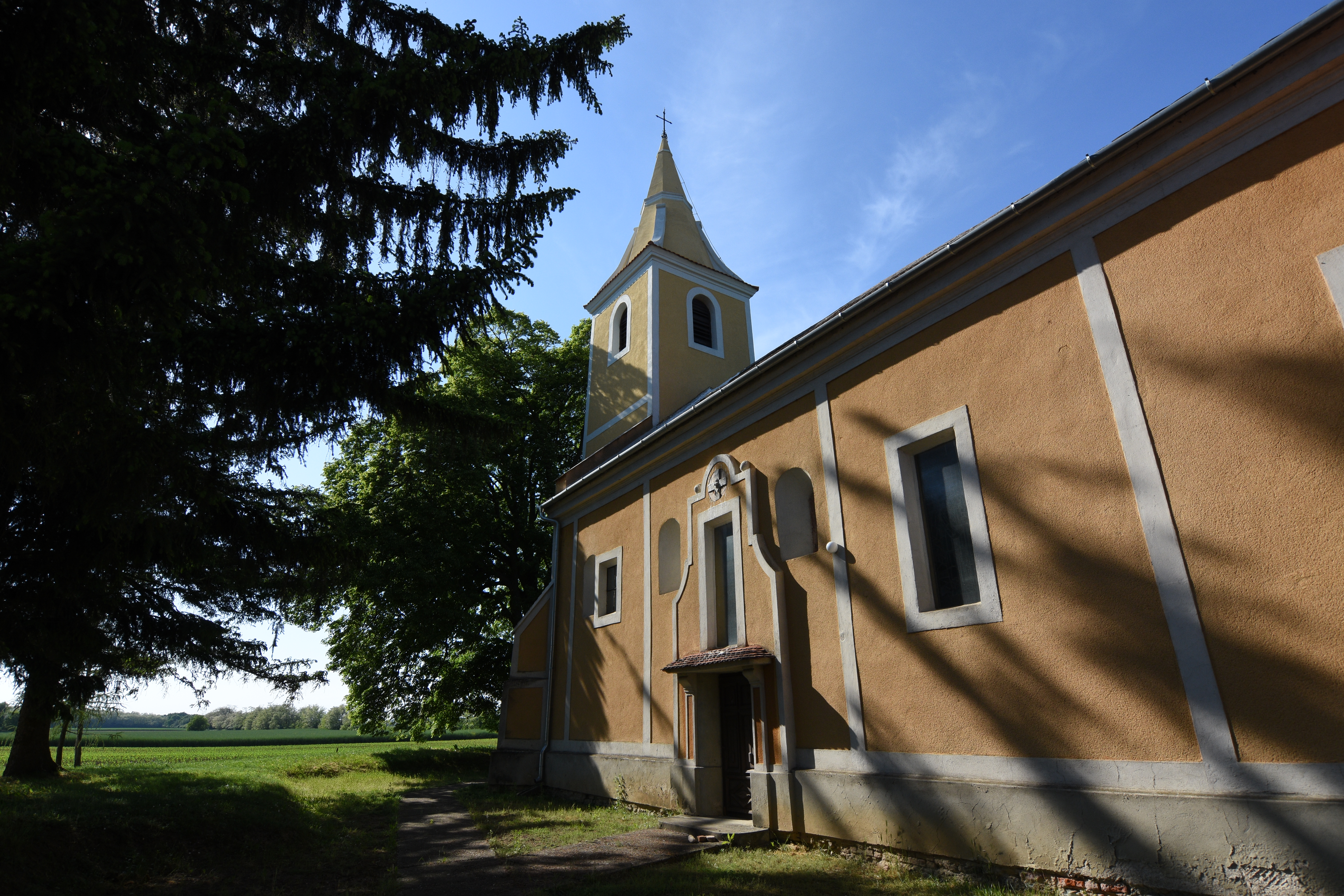
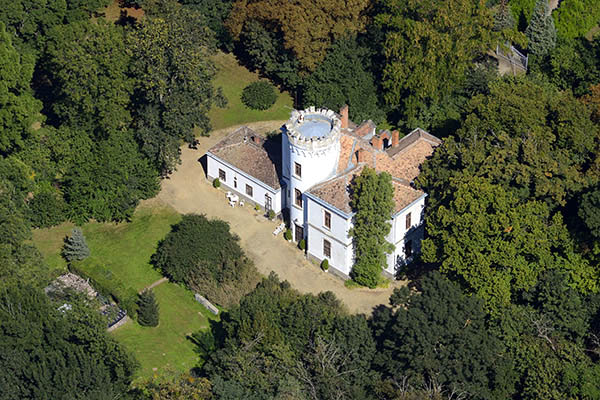
Bejczy-kastély